# Cine de mujeres
El cine de mujeres describe principalmente obras cinematográficas dirigidas (y opcionalmente también producidas) por mujeres cineastas. Las obras en sí mismas no tienen que ser historias específicamente sobre mujeres y el público objetivo puede variar.
También es una variedad de temas agrupados para crear el trabajo de las mujeres en el cine. Esto puede incluir mujeres que desempeñan roles detrás de escena como directora, directora de fotografía, escritora y productora, al mismo tiempo que abordan las historias de mujeres y el desarrollo de personajes a través de guiones (por otro lado, las películas hechas por hombres sobre mujeres se conocen como cine femenino).
Directoras de renombre incluyen a Alice Guy-Blaché, pionera del cine y una de las primeras directoras de cine, Agnès Varda, la primera directora de la Nueva Ola francesa, Yuliya Solntseva, la primera mujer en ganar el Premio a la Mejor Directora en el Festival de Cine de Cannes (1961), Lina Wertmüller, la primera mujer nominada al Oscar a la mejor dirección (1977), Barbra Streisand, la primera mujer en ganar el Globo de Oro a mejor dirección (1983), Jane Campion, la primera mujer en ganar la Palma de Oro en el Festival de cine de Cannes (1993), y Kathryn Bigelow, la primera mujer en ganar el Premio de la Academia al Mejor Director (2009), junto con muchas otras directoras de todo el mundo como Dorothy Arzner, Ida Lupino, Lois Weber, Leni Riefenstahl, Mary Harron, Icíar Bollaín, Aparna Sen, Sofia Coppola, Kira Muratova, Patty Jenkins, Nancy Meyers, Claire Denis, Chantal Akerman, Catherine Breillat, Ava DuVernay, Lucrecia Martel, Lynne Ramsay, Greta Gerwig, Céline Sciamma, Rakhshān Banietemad, Claudia Weill y Julie Dash. Muchos directores de fotografía exitosos también son mujeres, incluidas Margarita Pilikhina, Maryse Alberti, Reed Morano, Rachel Morrison, Halyna Hutchins y Zoe White.
El cine de mujeres reconoce las contribuciones de las mujeres en todo el mundo, no solo a las películas narrativas sino también a los documentales. El reconocimiento del trabajo de la mujer se da a través de diversos festivales y premios, como el Festival de Cine de Cannes, por ejemplo.
“El cine de mujeres es una construcción compleja, crítica, teórica e institucional”, explica Alison Butler. El concepto ha tenido una buena cantidad de críticas, lo que provocó que algunas cineastas se distanciaran de él por temor a ser asociadas con la marginación y la controversia ideológica.

## África
La periodista camerunesa Thérèse Sita-Bella dirigió un documental en 1963, Tam-Tam à Paris, y Sarah Maldoror, una cineasta francesa de origen guadalupeño, filmó el largometraje Sambizanga en Angola en 1972. Sin embargo, la primera mujer africana en conseguir reconocimiento internacional fue la etnóloga senegalesa Safi Faye, con una película sobre el pueblo en el que nació (Kaddu Beykat, 1975). El Festival Internacional de Cine de Mujeres de Créteil de 1989 incluyó cortometrajes de Leonie Yangba Zowe de la República Centroafricana (Yangba-Bola y Lengue, 1985) y Flora M'mbugu-Schelling de Tanzania.
Otras cineastas africanas incluyen a Anne Mungai, Fanta Régina Nacro (La noche de la verdad, 2004), Tsitsi Dangarembga (El día de la madre, 2004) y Marguerite Abouet, una escritora de novelas gráficas de Costa de Marfil que codirigió una película animada basada en su historieta: Aya de Yopougon (2012). La película más exitosa en la historia de Nollywood, The Wedding Party, fue dirigida por Kemi Adetiba en 2016.
La camerunés-belga Rosine Mbakam, que dirigió dos largometrajes documentales, Las dos caras de una mujer Bamiléké (2016) y Chez Jolie Coiffure (2018), ha sido descrita como "una de las principales cineastas de no ficción creativa que trabaja ahora mismo."

## América

### Argentina
Dos mujeres pioneras del cine argentino fueron la directora María Luisa Bemberg y la productora Lita Stantic. Lucrecia Martel es una figura importante de la "buena onda" argentina, el nuevo cine post-crisis económica. Lucía Puenzo es la otra destacada directora argentina contemporánea. Además, María Victoria Menis ha escrito y dirigido varias películas aclamadas por la crítica, entre ellas La cámara oscura (2008) y María y la araña (2013).

### Estados Unidos

#### Hollywood

##### Era silenciosa
En la era del cine mudo, las mujeres estadounidenses estaban muy involucradas en el cine en todas las ocupaciones.
Helen Gardner fue la primera actriz de cine, hombre o mujer, en formar su propia compañía de producción, "The Helen Gardner Picture Players". El primer largometraje de la compañía fue la película Cleopatra, de 1912, que ella misma produjo y protagonizó.
La directora estadounidense Lois Weber es una de las directoras y productoras de cine más prolíficas de la era del cine mudo. Weber es conocida por sus películas Hypocrites (1915), The Blot (1921) y Suspense (1913).
Mabel Normand fue otra de las primeras cineastas destacadas. Comenzó como actriz y se convirtió en productora y directora en la década de 1910. A fines de la década de 1910 y principios de la de 1920, tenía su propio estudio de cine y compañía de producción. Otras actrices notables que se convirtieron en directoras incluyen a Grace Cunard y Nell Shipman.

##### 1940s-1950s
Dorothy Arzner fue una de las pocas mujeres en puestos ejecutivos que tuvo éxito desde la década de 1920 hasta la década de 1940 en Hollywood. Desde 1927 hasta 1943, Arzner fue la única mujer directora que trabajaba en Hollywood.
La primera mujer en dirigir una película de cine negro, Ida Lupino, es ampliamente considerada como la cineasta más destacada que trabajó en la década de 1950 durante el sistema de estudios de Hollywood. Además de dirigir, también fue actriz.
La cineasta estadounidense nacida en Ucrania Maya Deren dirigió películas vanguardistas y experimentales innovadoras en la década de 1940, incluida Meshes of the Afternoon (1943).

##### 1960s-1970s
Shirley Clarke fue una cineasta independiente importante e innovadora que filmó tres largometrajes en la década de 1960: The Connection (1961), The Cool World (1964) y Portrait of Jason (1967).
La película de 1970 Wanda de Barbara Loden es uno de los retratos más conmovedores de la alienación en el cine.
Joyce Chopra alcanzó el éxito como directora de documentales y largometrajes en las décadas de 1970 y 1980. Su película Palabras suaves ganó el Gran Premio del Jurado en la categoría Dramática en el Festival de Sundance de 1986. También colaboró con la directora Claudia Weill en su documental Joyce at 34, que documentó su parto.
La película de 1978, aclamada por la crítica, Girlfriends, de Claudia Weill, es un punto culminante del cine femenino de la década de 1970. En 2019, la película fue seleccionada para su conservación en el Registro Nacional de Cine de los Estados Unidos por la Biblioteca del Congreso por ser "cultural, histórica o estéticamente significativa". Debido al acoso sexual en el lugar de trabajo del productor Ray Stark en el set de su siguiente película, Ahora me toca a mí (1980), Weill dejó de hacer largometrajes.
Elaine May, Joan Darling, Joan Tewkesbury, Joan Micklin Silver, Karen Arthur y Martha Coolidge son otras directoras de cine notables de la década de 1970.

##### 1980s-2000s
Barbra Streisand, más conocida como actriz y cantante, dirigió la película Yentl en 1983, convirtiéndose así en la primera mujer en escribir, producir, dirigir y protagonizar una película de un estudio importante. Fue la primera mujer en ganar el Globo de Oro al Mejor Director en 1983.
La directora de cine Julie Dash logró un gran éxito comercial y de crítica con su exitosa película de 1991 Daughters of the Dust, que fue ganadora de un premio en el Festival de Cine de Sundance. En 2004, la película fue seleccionada para su conservación en el Registro Nacional de Cine de los Estados Unidos por la Biblioteca del Congreso por ser "cultural, histórica o estéticamente significativa".
Kathryn Bigelow trabaja en géneros tradicionalmente dominados por hombres como la ciencia ficción, la acción y el terror. Su debut como directora fue el drama de motociclistas de 1981 The Loveless. Se convirtió en la primera mujer en ganar un Premio de la Academia al Mejor Director y el Premio del Sindicato de Directores de América en 2010 por The Hurt Locker. En 2013, su película Zero Dark Thirty fue aclamada universalmente y recaudó 95 millones de dólares en la taquilla de los Estados Unidos. Bigelow pasó a ser nominado a Mejor Directora en los Premios BAFTA, Globos de Oro y Premio del Sindicato de Directores de América, entre otros. Sin embargo, no pudo ser preseleccionada para la categoría en los 85 Premios de la Academia en lo que fue ampliamente visto como un desaire.
Lizzie Borden es una notable cineasta feminista de la década de 1980 que hizo películas sobre temas controvertidos, incluido el trabajo sexual. Algunas de sus películas notables incluyen Born in Flames (1983) y Working Girl (1986).

##### 2000s-presente
En la década de 2000, las películas dirigidas por mujeres hechas en Hollywood comenzaron a ganar más dinero que nunca, y las películas más taquilleras obtuvieron 100 millones o incluso miles de millones de dólares en ingresos brutos.
Anne Fletcher ha dirigido siete películas financiadas por estudios: Step Up (2006), 27 Dresses (2008), The Proposal (2009), The Guilt Trip (2012), Hot Pursuit (2015), Dumplin' (2018) y Hocus Pocus 2 (2022), que han recaudado más de $343 millones en la taquilla de Estados Unidos y $632 millones en todo el mundo.
Las películas de Catherine Hardwicke han recaudado un total acumulado de 551,8 millones de dólares. Sus películas más exitosas son Crepúsculo y Red Riding Hood.
Nancy Meyers ha disfrutado del éxito con sus cinco largometrajes: The Parent Trap (1998), What Women Want (2000), Something's Gotta Give (2003), The Holiday (2006) e It's Complicated (2009), que han recaudado 1157 millones de dólares en todo el mundo. Antes de comenzar su carrera como directora, escribió algunas otras películas exitosas como Private Benjamin (1980) por la que fue nominada al Premio de la Academia al Mejor Guion Original, Baby Boom (1987) o El padre de la novia (1991).
Sofia Coppola es una directora aclamada por la crítica que también ha tenido éxito financiero. Su premiada película debut como directora Lost in Translation (2003) recaudó más de $119 millones. Las vírgenes suicidas (1999), Marie Antoinette (2006) y The Bling Ring (2013) también tuvieron éxito. En el Festival de Cine de Cannes de 2017, Sophia Coppola ganó el premio a la Mejor Directora por su trabajo en la película dramática The Beguiled, convirtiéndose en la segunda mujer en la historia del festival en ganar el premio. Su sobrina Gia Coppola también es una notable cineasta.
Ava DuVernay es la directora de Selma (2014), aclamada por la crítica, así como la primera mujer afroamericana en dirigir una película con un presupuesto de tres dígitos, A Wrinkle in Time (2018).
Otra directora moderna notable, Greta Gerwig, ha dirigido dos películas, Lady Bird (2017) y Mujercitas (2019), que obtuvieron nominaciones para el Premio de la Academia a la Mejor Película. Su tercera película, Barbie (2023), tuvo el mayor fin de semana de estreno para una directora con 162 millones de dólares en taquilla.
Jennifer Lee, directora de los grandes éxitos Frozen y Frozen II, es la primera mujer directora de una película de Walt Disney Animation Studios y la primera mujer directora de una película que obtuvo más de mil millones de dólares en ingresos brutos de taquilla.
Chloe Zhao es una directora de cine nacida en China, conocida por su trabajo en Hollywood. Zhao se convirtió en la primera mujer asiática, la primera mujer de color y la segunda mujer en ganar el Oscar al Mejor Director por su película Nomadland de 2020. En 2021 dirigió la película de superhéroes Eternals. Se mudó a Los Ángeles desde Beijing cuando era adolescente. Su trabajo está fuertemente censurado en China.
Las directoras de cine más taquilleras cuyas películas han ganado más de 180 millones de dólares incluyen a Nancy Meyers, Elizabeth Banks, Catherine Hardwicke, Betty Thomas, Brenda Chapman, Vicky Jenson, Jennifer Lee, Patty Jenkins y Anna Boden, todas ellas cineastas estadounidenses de Hollywood.

#### Cine afroamericano
Daughters of the Dust de Julie Dash (1991) fue el primer largometraje con estreno general en cines escrito y dirigido por una mujer afroamericana. Desde entonces ha habido varias mujeres africanas o que han escrito, producido o dirigido películas con estreno nacional. Neema Barnette (Civil Brand), Maya Angelou (Down in the Delta), Kasi Lemmons (Eve's Bayou), Cheryl Dunye (My Baby's Daddy), Stephanie Allain (Biker Boyz), Tracey Edmonds (Soul Food), Frances-Anne Solomon (A Winter Tale), Dianne Houston (City of Angels) y Leslie Harris (Just Another Girl on the I.R.T.) se encuentran entre estas cineastas. En 1994, Darnell Martin se convirtió en la primera mujer afroamericana en escribir y dirigir una película producida por un importante estudio cuando Columbia Pictures respaldó I Like It Like That.
Hasta la fecha, Nnegest Likké es la primera mujer afroamericana en escribir, dirigir y actuar en una película de larga duración lanzada por un importante estudio, Phat Girlz (2006), protagonizada por Jimmy Jean-Louis y Mo'Nique.
Para una descripción mucho más completa de la historia más amplia de las cineastas negras, consulte el documental de 62 minutos de Yvonne Welbon Sisters in Cinema (2003).
Además, desde el comienzo revolucionario del cine, las cineastas negras han luchado continuamente y siguen luchando para mostrar su trabajo en largometrajes en Hollywood. Sin embargo, eso no excluye el hecho de que hubo varias cineastas negras que brillaron durante su tiempo y edad debido a su fenomenal trabajo detrás de escena. Jessie Maple es considerada una de las figuras más reconocidas por los derechos civiles de la comunidad afroamericana y las mujeres de color dentro de la industria cinematográfica. Su carrera cinematográfica despegó cuando trabajó por primera vez como editora de películas para la película de drama criminal Shaft's Big Score (1972) y The Super Cops (1974), que se basó en un libro. Continuó trabajando como editora de películas durante varios años, pero finalmente se convirtió en la única camarógrafa sindical negra en su tiempo en Nueva York. Con su devota pasión por el cine y el activismo creciendo día a día, Maple y su esposo, Leroy Patton, crearon LJ Film Productions, Inc., donde produjeron varios documentales cortos dentro de la frontera y el contexto de la representación negra, como Black Economic Power: Reality or Fantasy? (1977). Sus dos obras principales, Will (1988) y Twice as Nice (1988), fueron los primeros largometrajes independientes creados y dirigidos exclusivamente por una mujer afroamericana.
Alile Sharon Larkin es conocida como directora de cine, productora y escritora. Comenzó su carrera cinematográfica mientras obtenía su maestría en UCLA en producción de cine y televisión. Una de sus primeras películas, Your Children Come Back to You (1979), describe el dilema continuo al que se enfrenta una joven afroamericana al elegir entre el deseo de su tía de adoptar un estilo de vida europeo mientras que su madre sigue estrictamente y de forma intacta con su familia africana, raíces y cultura. El segundo largometraje de Larkin, A Different Image (1982), le ganó el reconocimiento y elogios populares, y finalmente ganó el primer premio de la Black American Cinema Society. Su continuo éxito en la industria del cine le dio el potencial y la oportunidad de formar su propio estudio de producción para crear y mejorar videos educativos y programas de televisión para niños pequeños. Dreadlocks and the Three Bears (1992) y Mz Medusa (1998) fueron algunas de las producciones realizadas en su estudio durante la década de 1990.

## Asia

### Arabia Saudí
Haifaa al-Mansour es la primera mujer cineasta saudí y se la considera la creadora cinematográfica más controvertida de Arabia Saudita, especialmente después de su icónica película que generó revuelo, Wadjda (2012).
Completó sus estudios universitarios en la Universidad Americana en El Cairo y luego continuó con su maestría en producción cinematográfica en la Universidad de Sídney en Australia. Uno de sus tres cortometrajes exitosos, Mujeres sin sombras, inspiró a cientos de cineastas sauditas en ascenso y planteó preguntas sobre el tema de la apertura pública de cines en dicho país. Sus películas han sido celebradas y criticadas debido al hecho de que su trabajo aborda temas sociales serios con los que los saudíes están luchando con respecto a su cultura y tradiciones conservadoras.
En Wadjda, el personaje principal, Waad Mohammed, decide ir en contra de las normas sociales impuestas a una niña de diez años en el reino. Se convierte en una paria debido a la bicicleta que monta en público. Sin embargo, la película termina con una nota ligera e inspiradora que libera a Wadjda de todas las limitaciones sociales que se le imponen. Haifaa al-Mansour refleja una parte de la sociedad saudí que se niega a aceptar la forma de vida tradicional sumisa. Sin embargo, Wadjda promueve una cantidad de libertad para los derechos de las mujeres que necesita más que un cambio de la noche a la mañana en una cultura tan conservadora y restringida.

### China
Una de las cineastas chinas de quinta generación importantes es Ning Ying, quien ganó varios premios por sus películas; Ning Ying ha realizado pequeñas películas independientes con temas fuertemente vinculados a la vida cotidiana china, siendo por tanto también un vínculo entre la quinta y la sexta generación. La sexta generación ha visto un número creciente de mujeres cineastas como Liu Jiayin, conocida por su película Oxhide, y Xiaolu Guo; En 2001, Li Yu dirigió la primera película china que retrataba abiertamente una relación lésbica, Fish and Elephant.
La famosa cineasta de Hong Kong Ann Hui ha realizado una amplia gama de películas que van desde el género wuxia hasta el drama; Ivy Ho y la taiwanesa Sylvia Chang también son nombres conocidos en la industria de Hong Kong, mientras que en Taiwán la cineasta queer Zero Chou ha sido aclamada en festivales de todo el mundo.
Lindan Hu ha documentado el resurgimiento post- Mao del deseo femenino en el cine femenino de la década de 1980 en China continental. Las películas que Hu considera son Army Nurse, dirigida por Hu Mei, y Women on the Long March, dirigida por Liu Miaomiao.
Chloe Zhao es una cineasta china ganadora del Premio de la Academia que actualmente trabaja en Hollywood. Es conocida por su película Nomadland del 2020. Se mudó a Los Ángeles desde Beijing cuando era adolescente. Su trabajo está fuertemente censurado en China.

### Japón
En Japón, Kinuyo Tanaka fue durante mucho tiempo la única mujer que hizo largometrajes. Como directora estuvo activa en las décadas de 1950 y 1960. Pudo hacer esto contra una feroz resistencia porque disfrutaba de un estatus como actriz estrella.
Actualmente, la mujer cineasta más conocida de Japón puede ser Naomi Kawase; En 2007 ganó el Gran Premio de Cannes, mientras que Memoirs of a Fig Tree, el debut como directora de la conocida actriz Kaori Momoi, se estrenó en 2006. 
La película de aventuras sociocríticas K-20: La leyenda de la máscara de Shimako Sato supuso su avance hacia el cine de mayor presupuesto. La película fue protagonizada por Takeshi Kaneshiro y se estrenó en todo el mundo.

### Malasia
Yasmin Ahmad (1958-2009) es considerada una de las directoras más importantes de Malasia; Originalmente directora comercial, pasó a largometrajes relativamente tarde y obtuvo reconocimiento internacional al mismo tiempo que generó controversia entre los conservadores de su país de origen.

## Europa

### España
Elena Jordi fue la primera mujer directora de España. Dirigió Thaïs en 1918.
Las cineastas pioneras Josefina Molina, Helena Cortesina y Rosario Pi se encuentran entre las primeras mujeres directoras de cine de España.
María Forteza fue la primera mujer directora de una película sonora en 1934 con el cortometraje documental Mallorca.
Ana Mariscal fue una prolífica actriz en las décadas de 1940 y 1950. A principios de la década de 1950 se convirtió en productora y poco después comenzó a dirigir y escribir sus propias películas. Su película más conocida es quizás El camino (1963), adaptación de la novela de Miguel Delibes. Otras películas incluyen Segundo López, aventurero urbano (1953) inspirada en el neorrealismo italiano o Con la vida hicieron fuego (1959), sobre un excombatiente de la facción republicana que intenta comenzar una nueva vida mientras lucha contra los inquietantes recuerdos de la Guerra Civil Española.
Josefina Molina, también novelista, inició su carrera en la década de 1960. Fue la primera mujer que se graduó de la Escuela Nacional de Cine de España en 1967. Su prolífico currículum televisivo incluye la exitosa miniserie Teresa de Jesús (1984), una dramatización de la vida de Teresa de Ávila. Su trabajo en cine incluye Vera, un cuento cruel (1974), Función de noche (1981) o Esquilache (1989) que se inscribió en el 39.º Festival Internacional de Cine de Berlín.
Pilar Miró fue una célebre directora y guionista de cine y televisión cuyas obras notables incluyen Gary Cooper, que estás en los cielos (1980), Beltenebros (1991), que ganó el Oso de Plata a la contribución artística destacada en el 42.º Festival Internacional de Cine de Berlín y El perro del hortelano (1996), adaptación de una obra de teatro de Lope de Vega que ganó 7 premios Goya, incluyendo Mejor Película y Mejor Director. También estuvo a cargo de la televisión abierta nacional de España, TVE, de 1986 a 1989.
Icíar Bollaín debutó como actriz siendo una adolescente bajo la dirección de Víctor Erice en El sur (1983). Dio el salto a la dirección y la escritura en 1995 con Hola, ¿estás sola?, lo que le valió una nominación al premio Goya a la mejor dirección novel. Su filmografía posterior incluye Flores de otro mundo (1999), ganadora del Gran Premio de la Semana Internacional de la Crítica en el Festival de Cannes de 1999, Te doy mis ojos (2003) que le valió un Premio Goya a la Mejor Dirección y una nominación a un Premio de Cine Europeo al Mejor Director o También la lluvia (2010), que fue preseleccionada en enero para el Premio de la Academia a la Mejor Película en Lengua Extranjera.
Isabel Coixet dirigió numerosos anuncios de televisión durante la década de los noventa. Suele filmar en inglés con actores internacionales. Algunas de sus películas más conocidas incluyen Mi vida sin mí (2003), protagonizada por Sarah Polley, Mark Ruffalo, Scott Speedman y Deborah Harry, La vida secreta de las palabras (2005), una vez más protagonizada por Polley, Tim Robbins y Julie Christie, un segmento en la película ómnibus Paris, je t'aime (2006) y la adaptación de Philip Roth Elegy (2008), protagonizada por Ben Kingsley, Penélope Cruz, Dennis Hopper y Patricia Clarkson.
Gracia Querejeta ha sido aclamada por sus dramas corales Cuando vuelvas a mi lado (1999), Héctor (2004) y Siete mesas de billar francés (2007). También ha dirigido documentales y episodios de televisión.
Otras cineastas notables incluyen a María Ripoll (Tortilla Soup, Lluvia en los zapatos), Patricia Ferreira, Chus Gutiérrez, María Lidón alias Luna (Stranded: Náufragos, Moscow Zero), Rosa Vergés, Lydia Zimmermann, Laura Mañá, Carla Simón, Elena Martín y Neus Ballús.

### Portugal
Bárbara Virgínia se convirtió en la primera directora de cine de Portugal en 1945 con la película Três Dias Sem Deus. Se proyectó en el Festival de Cine de Cannes.
Gloria, la película de 1999 de la editora y directora portuguesa Manuela Viegas, estrenada en competición en la 57.ª edición de la Berlinale, está considerada en su país el clímax de un cine de sensibilidad femenina. Otras directoras de cine portuguesas son Teresa Villaverde, Catarina Ruivo, Raquel Freire, Margarida Gil, Cláudia Tomaz y Rita Azevedo Gomes. La actual presidenta de la Asociación de Directores de Portugal es Margarida Gil.